# Galuhstadion
Het Galuhstadion is een multifunctioneel stadion in Ciamis, een stad in Indonesië (West-Java). 
Het stadion wordt vooral gebruikt voor voetbalwedstrijden, de voetbalclub PSGC Ciamis maakt gebruik van dit stadion. In het stadion is plaats voor 25.000 toeschouwers. 